# Sceloporus woodi
Espèce
Statut de conservation UICN

 NT  : Quasi menacé
Sceloporus woodi est une espèce de sauriens de la famille des Phrynosomatidae.

## Répartition
Cette espèce est endémique de Floride aux États-Unis.

## Étymologie
Cette espèce est nommée en l'honneur de Nelson R. Wood.

## Publication originale
- (en) Stejneger, 1918 : Description of a new Snapping turtle and a new lizard from Florida. Proceedings of the Biological Society of Washington, vol. 31, p. 89-92 (texte intégral).